# 小川破笠

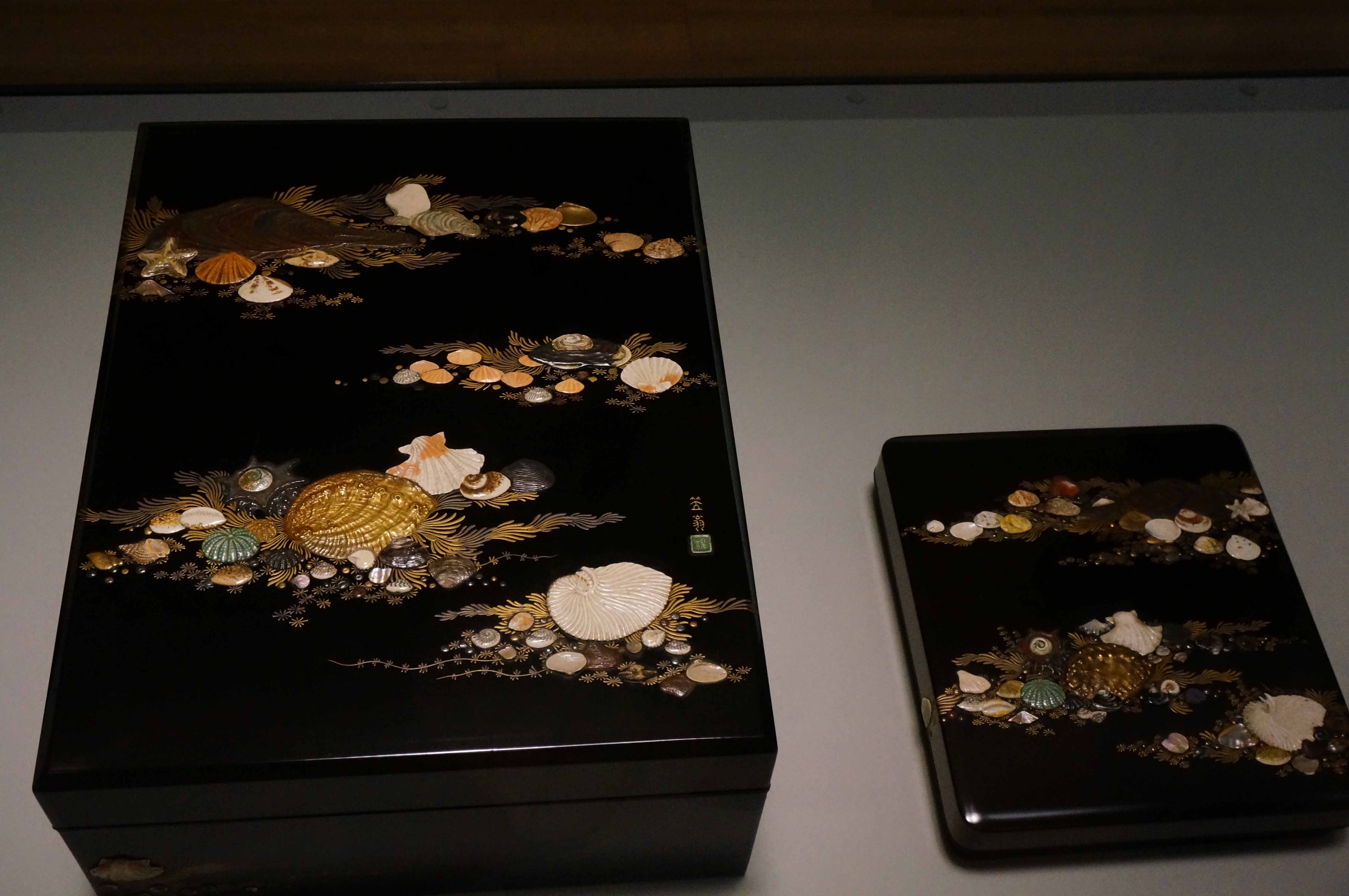
破笠細工の貝尽蒔絵硯箱・料紙箱、18世紀、江戸時代、サントリー美術館蔵

小川 破笠（おがわ はりつ、寛文3年（1663年） - 延享4年6月3日（1747年7月10日））は、江戸時代の俳人、漆芸家。また肉筆浮世絵を描いたことでも知られる。

## 来歴
英一蝶らと同じ伊勢国の人といわれている。江戸の生まれという説もある。本名は小川尚行といわれている。別名を金弥、後に平助。俳号は宗羽（宗宇、宗有）。小川観、笠翁、夢中庵、卯観子、子蝉、英一蝉とも号す。
俳諧師として知られ、当初福田露言に俳諧を学んだが、のち松尾芭蕉の門に入る。画の流派は土佐派、狩野派など諸説あるが不詳。当時江戸で人気の絵師であった英一蝶との交流で知られており、一蝶に絵を学んだともいわれる。享保15年（1730年）には二代目市川團十郎や一蝶の弟子の英一蜂と共同で、『父の恩』（ちちのおん : 二代目團十郎編、一蜂・破笠画）を刊行している。
青年期は芭蕉庵に出入りし、芭蕉や宝井其角、服部嵐雪といった弟子らその他芭蕉周辺に出入りする人々（一蝶ら）との親しい交流があったらしく、天和3年（1683年）には其角が堀江町から芝に転居した際、嵐雪と一緒について行き同居し、みなで蕉門の初期代表句集『虚栗』を編纂した。また其角にならって諸国をめぐり、俳画も残した。元禄7年（1694年）に芭蕉が死去すると、以後10年ほど一旦足取りが途絶える。
元々多様な趣味（実益?）を持っていたが、享保の頃、50歳過ぎから漆芸を始めたらしく、再度世間に登場する。晩年にあたる享保から延享にかけては、大和絵の土佐派や琳派の画風を学び、独自の肉筆の浮世絵や風俗画を数点描いている。
寛保元年（1741年）、師匠であった芭蕉の肖像画を描いているが、芸術性を別にしても「絵の腕が確かな、実際に芭蕉と親しく接していた者による肖似性が高い肖像画」という意味で、史料的にも貴重なものである（出光美術館蔵）。なお、破笠による芭蕉像は他にも数点知られているが、どれも晩年の作である。享年85。法名は霊照院仙岸笠翁居士。息子に、仙台藩御用絵師を勤める菊田家に入り、伊達宗村の肖像画や領内絵図、動植物写生図などを描いた菊田栄羽がいる。

## 破笠の漆芸
享保8年（1723年）、漆芸を始めてしばらくした頃であろう。縁あって陸奥国弘前藩主の津軽信寿の知遇を得た。津軽家の屋敷は現在のJR錦糸町駅付近にあり、破笠の活動領域であった本所深川あたりとはさほど遠くない距離にあった（分家黒石藩の屋敷は本所にあった）。この「津軽様の贔屓」という肩書きが破笠の人気、名声に拍車をかけ、彼はたちまち江戸で人気の工芸作家になったといわれている。
現代的な評価では、小川破笠といえば「江戸時代の漆芸家」とされる。蒔絵に鉛・金・銀・銅・鉄・陶器片・象牙・ギヤマン（硝子）など、多種多様な美しい異物を混然と嵌入して、時にはその上にさらに蒔絵を凝らすという、独自のいわゆる一種の蒔絵破笠細工（笠翁細工）を生み出し、派手好みだった当時の人々に大歓迎を受けた。鉛の使用は本阿弥光悦らにもみられるが、作風は光悦の侘び寂びとした純和風に対し、かなり異国風（中国趣味）が感じられる。ただし当時から人気作家だったので、本人が手がけた作品以外にも彼の工房製、つまりは弟子の手による作品も「破笠細工」として流通している。また近代になって、欧米でも評価が高くなったことにより、輸出目的で製造された明治以降の職人の手による「破笠風に作られた新作」も多い。幕末の漆芸家柴田是真もしばしば破笠写しの作品を作り、外国人観光客に売っている。

## 作品

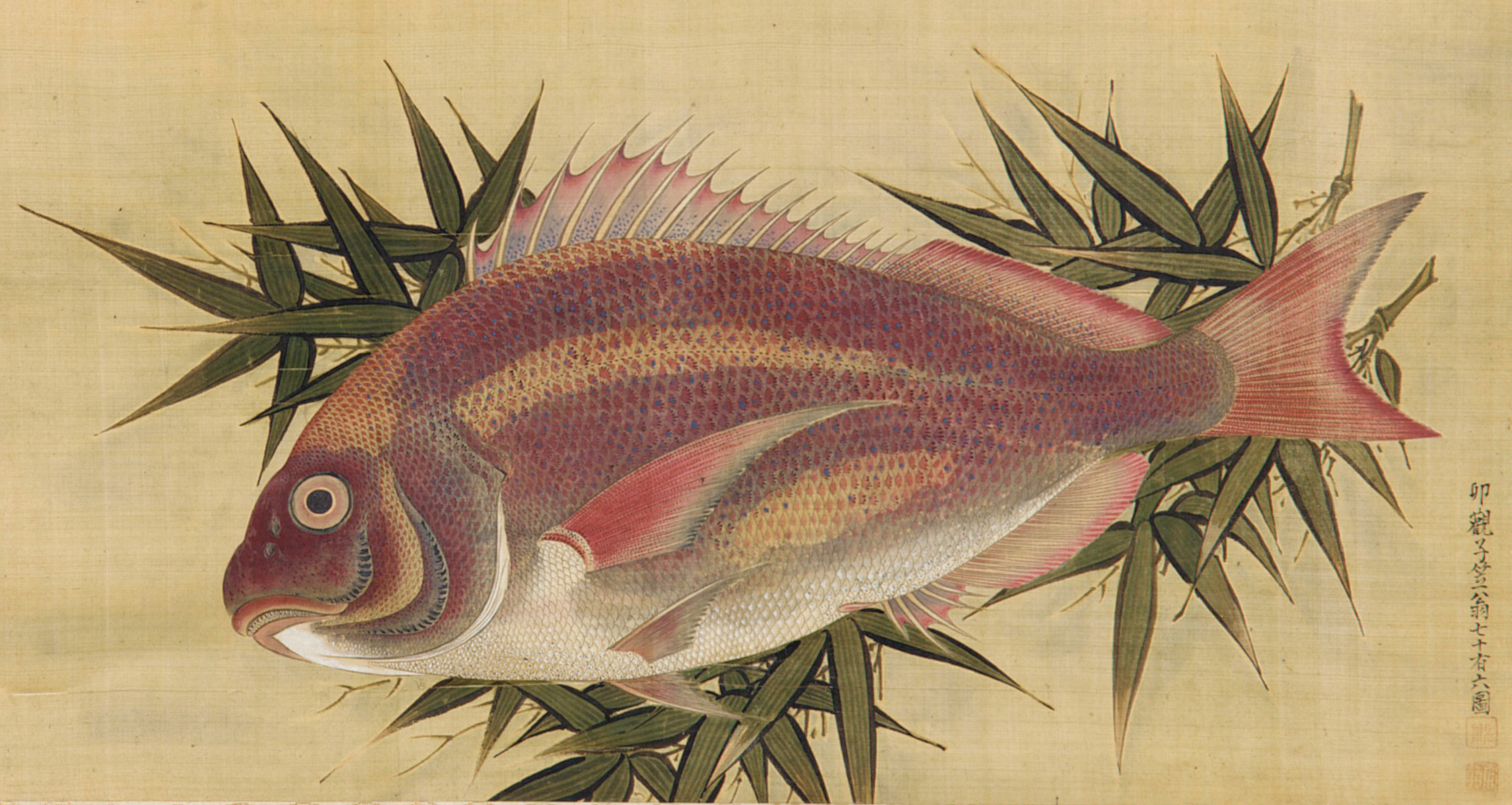
マダイ

### 漆芸
- 春日野蒔絵硯箱・柏に木菟蒔絵料紙箱　出光美術館所蔵　※重要文化財
- 九貢象意匠硯箱　彦根城博物館所蔵
- 九貢象意匠硯箱　大阪市立美術館所蔵
- 刀装具意匠茶箱　名古屋市博物館所蔵
- 文房意匠板戸　名古屋市博物館所蔵　※享保5年（1720年）作
- 破笠安親合作硯箱　根津美術館所蔵
- 楽茶碗写し（碗底「観」銘）　根津美術館所蔵
- 貝尽意匠硯箱　サントリー美術館所蔵
- 鼠意匠硯箱　メトロポリタン美術館所蔵
- 鰐口形硯箱　ヴィクトリア&アルバート博物館所蔵　※延享元年（1744年）作

### 肉筆浮世絵
- 「犬と戯れる遊女と禿図」　絹本着色　東京国立博物館所蔵　※享保元年。「目に惑ふ　花は五戒の　邊（あたり）かな」の画賛あり
- 「おかめ図」　絹本着色　東京国立博物館所蔵　※享保11年
- 「美人図」　絹本着色　弘前市立博物館所蔵
- 「弁財天図」　紙本着色　城西大学水田美術館所蔵　※年紀なし
- 「立美人図」　紙本着色　MOA美術館所蔵　※寛保元年
- 「男女風俗図」　絹本着色　日本浮世絵博物館所蔵
- 「男舞図」　絹本着色
- 「白拍子図」　絹本着色　※享保19年作、延享3年自賛

### 肖像画
- 紙本著色　「大田原資清と一族の肖像画」　市指定有形文化財・歴史資料 | 大田原市 - 依頼を受け描かれたもの。中心の僧形甲冑姿が大田原資清、右列に上から綱清、政清、勝清(綱清息)、清宗が、左列上から晴清（大田原藩祖）と女性三人が描かれている。